# Campeonato navarro del Cuatro y Medio 2011
La XIII edición del Campeonato navarro del Cuatro y Medio, competición de pelota vasca en la variante de pelota mano profesional de primera categoría, se disputó en el año 2011. Fue organizada conjuntamente por Asegarce y ASPE, las dos principales empresas dentro del ámbito profesional de la pelota mano.

## Cuartos de final
| Fecha    | Frontón y localidad | Rojo         | Azul       | Tanteo |
| -------- | ------------------- | ------------ | ---------- | ------ |
| 24/06/11 | Astelena, Éibar     | Mikel Idoate | Retegi Bi  | 22-19  |
| 18/06/11 | Lavaderos, Burgos   | Olaizola I   | Arretxe II | 09-22  |

## Semifinales
| Fecha    | Frontón y localidad         | Rojo              | Azul         | Tanteo |
| -------- | --------------------------- | ----------------- | ------------ | ------ |
| 25/06/11 | Labrit, Pamplona            | Bengoetxea VI     | Arretxe II   | 22-17  |
| 02/07/11 | Municipal de Najera, Najera | Martínez de Irujo | Mikel Idoate | 22-08  |

## Final
| Fecha    | Frontón y localidad | Rojo              | Azul          | Tanteo |
| -------- | ------------------- | ----------------- | ------------- | ------ |
| 07/07/11 | Labrit, Pamplona    | Martínez de Irujo | Bengoetxea VI | 10-22  |

- Datos: Q11680476